# Caioaba
Caioaba é um bairro não-oficial da cidade de Nova Iguaçu, no estado do Rio de Janeiro. 
O bairro fica próximo à Estrada do Iguaçu, assim se beneficia das linhas de ônibus que por ali passam, ainda se beneficia do comércio de lá.

## Geografia
É cortado pelo Rio Botas que com suas cheias, tem causado transtornos aos moradores. O bairro possui diversos problemas urbanísticos, como a falta de asfalto, e problema ambientais.

## Controvérsia
Mesmo sendo uma referência geográfica, o Caioaba não foi oficializado pelo Decreto Municipal de Nova Iguaçu 6629 de 2003, que oficializou os bairros de Nova Iguaçu. No entanto, o mesmo decreto chama também de Caioaba, como sendo um nome alternatvo, ao bairro Kennedy, que fica ao sul da Posse.